# 劉廷祚
劉廷祚，江西安福人，明朝政治人物。举人出身。

## 生平
崇禎十年，擔任廣東廣州府永安縣知縣（現紫金縣知縣）。后由龍文正接任。